# انقطاع الفيسبوك 2021

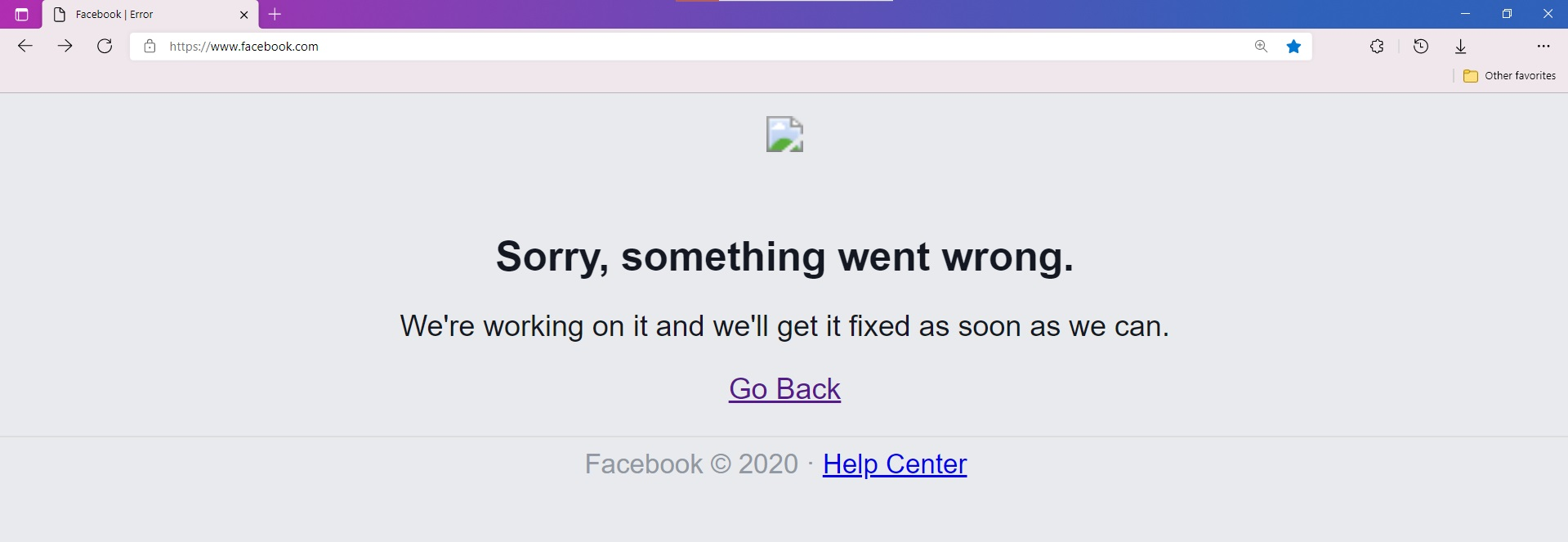
صفحة الفيسبوك أثناء الانقطاع

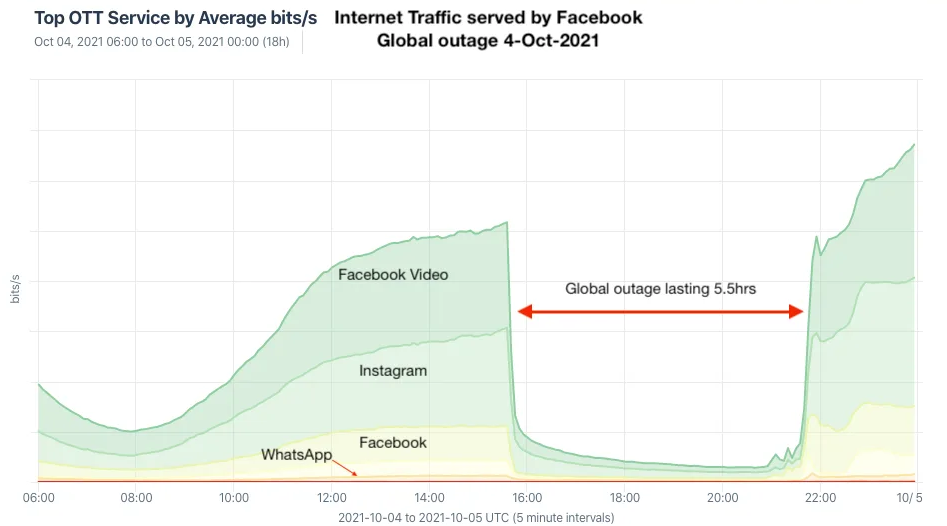
Traffic volume for Facebook services during October 4, 2021 global outage.

في 4 أكتوبر 2021 في 14:40 بالتوقيت العالمي المنسق، أعلنت شبكة التواصل الاجتماعي الأمريكية فيسبوك والشركات التابعة لها بما فيها ماسنجر، إنستغرام، واتساب، مابيلاري، وأوكلوس أصبحت عالميًا غير متاح لأكثر من ست ساعات.

## التأثير
بسبب الانقطاع في الاتصالات الداخلية لفيسبوك، حدث منع الموظفين من إرسال أو استقبال رسائل البريد الإلكتروني الخارجية، والوصول إلى دليل الشركة، والمصادقة على بعض مستندات جوجل وخدمات زووم. ذكرت صحيفة نيويورك تايمز أن الموظفين لم يتمكنوا من الوصول إلى المباني وغرف الاجتماعات بشاراتهم الأمنية. سجل موقع داونديتيكتور، الذي يراقب انقطاع الشبكة ونشاط مواقع الإنترنت، عشرات الآلاف من الحوادث في جميع أنحاء العالم. قال ستيف جيبسون، الباحث الأمني، «حدث خطأ في التحديث الروتيني لـ BGP» منع «الأشخاص الذين لديهم وصول عن بعد» إلى الخوادم لإصلاح الخطأ، والأشخاص الذين لديهم وصول فعلي ليس لديهم إذن لإصلاح الخطأ.
تباطأت خدمة جوجل DNS العام أيضًا نتيجة الانقطاع، بينما واجه مستخدمو جيمل وتيك توك وسناب شات أيضًا تباطؤًا. ذكرت قناة سي إن بي سي أن الانقطاع هو الأسوأ الذي يمر به فيسبوك منذ عام 2008. خلال يوم الانقطاع، انخفضت الأسهم في الشركة بنسبة 5% تقريبًا وانخفضت ثروة الرئيس التنفيذي لشركة فيس بوك مارك زوكربيرغ بأكثر من 6 مليارات دولار.

## الأسباب

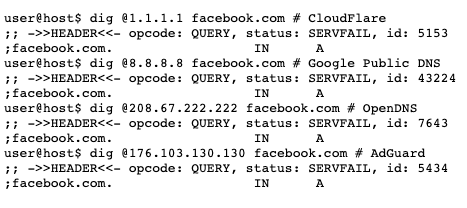
Major DNS resolvers returning “SERVFAIL” status for Facebook.com

حدد خبراء الأمن المشكلة على أنها سحب بروتوكول بوابة الإنترنت (BGP Border Gateway Protocol) لبادئات عنوان IP التي تمت استضافة خوادم اسم المجال على فيسبوك، مما يجعل من المستحيل على المستخدمين الدخول للموقع، وأسماء النطاقات ذات الصلة والوصول إلى الخدمات. كانت التأثيرات المرئية على مستوى العالم؛ على سبيل المثال، سجل مزود خدمة الإنترنت السويسري Init7 انخفاضًا هائلاً في حركة مرور الإنترنت إلى خوادم شركة فيسبوك بعد التغيير في بروتوكول Border Gateway Protocol.أفاد موقع كينتك وكلاود فلير أنه في الساعة 15:39 بالتوقيت العالمي، أجرت شركة فيسبوك عددًا كبيرًا من تحديثات BGP، بما في ذلك سحب المسارات إلى بادئات IP، والتي تضمنت جميع خوادم الأسماء الرسمية الخاصة بهم. هذا جعل خوادم DNS الخاصة بـ بشركة فيسبوك غير قابلة للوصول من الإنترنت. بحلول الساعة 15:50 بالتوقيت العالمي، انتهت صلاحية نطاقات فيسبوك من ذاكرات التخزين المؤقت في جميع أدوات الحل العامة الرئيسية. وقبل الساعة 21:00 بالتوقيت العالمي بقليل، استأنفت شركة فيسبوك الإعلان عن تحديثات BGP، حيث أصبح اسم مجال فيسبوك قابلاً للوصول مرة أخرى في الساعة 21:05 بالتوقيت العالمي. بحلول الساعة 22:45 بالتوقيت العالمي المنسق، أصبح موقع فيسبوك والخدمات ذات الصلة متاحة مرة أخرى بشكل عام.

## ردود الفعل
كتب مايك شروبر، كبير مسؤولي التكنولوجيا في فيسبوك، اعتذارًا بعد أن امتدت فترة التوقف إلى عدة ساعات، قائلاً: «تعمل الفرق بأسرع ما يمكن لتصحيح الأخطاء واستعادتها بأسرع ما يمكن.»
وغردت النائبة الأمريكية ألكساندريا أوكاسيو كورتيز حول انقطاع الخدمة، وطلبت من الناس مشاركة قصص «قائمة على الأدلة» على تويتر، مما يسخر من سمعة فيسبوك في نشر محتوى مشكوك فيه من الناحية الواقعية. كما نشر موقع تويتر وريديت تغريدات على حساباتهم الرسمية على تويتر (الذي لم يتوقف بشكل كامل) تسخر من انقطاع الخدمة.
وأبلغ المستخدمون على كل من تويتر وتيليغرام عن حدوث بطء في الاستجابة للموقع، حيث يُعتقد أنه ناتج عن الأشخاص المتواجدين عادةً على خدمات فيسبوك الذين تحولوا لاستخدام تلك المنصات.